# Блоне (Швейцария)
Блоне (фр. Blonay) — курортный городок севернее Женевского озера, на так называемой Швейцарской Ривьере, со множеством отелей. Входит в состав коммуны Блоне-Сен-Лежье округа Ривьера-Пеи-д’Эно в кантоне Во.
Население составляет 6282 человека (на 31 декабря 2021), площадь 16,1 км².
Ранее был самостоятельной коммуной. 1 января 2022 года объединён с коммуной Сен-Лежье-Ла-Шьеза в новую коммуну Блоне-Сен-Лежье.
Замок Блоне, заложенный в 1175 году местными феодалами, позднее не раз перестраивался и в настоящее время закрыт для посещения.